# Буянин, Григорий Григорьевич
Григорий Григорьевич Буянин (24 июля 1924, д. Гаи, Нижнеломовский уезд, Пензенская губерния, РСФСР, СССР — 30 июля 1989, Одесса, Украинская ССР, СССР) — передовик советской строительной отрасли, бригадир слесарей-монтажников Асбестовского монтажного управления треста «Союзшахтоспецмонтаж» Министерства монтажных и специальных строительных работ СССР, Свердловская область, Герой Социалистического Труда (1971).

## Биография
Родился 24 июля 1924 года в деревне Гаи Нижнеломовского уезда Пензенской губернии в русской семье. Брат — Пётр?
Завершил обучение в пяти классах школы. С 1939 года начал свою трудовую деятельность.
С 1956 года работал в Асбестовском монтажном управлении треста «Союзшахтоспецмонтаж» министерства монтажных и специальных строительных работ СССР. В 1969 году коллективу под руководством Буянина присвоено звание «Бригада коммунистического труда».
Указом Президиума Верховного Совета СССР от 7 мая 1971 года за достижение высоких показателей в строительстве Григорию Григорьевичу Буянину было присвоено звание Героя Социалистического Труда с вручением ордена Ленина и медали «Серп и Молот».
Являлся членом Асбестовского горкома КПСС. В КПСС с 1957 года.
В 1978 году переехал в Одессу на строительство припортового завода. В 1984 году вышел на заслуженный отдых, проживал в Одессе.
Умер 30 июля 1989 года в Одессе. Похоронен на Северном кладбище города.

## Награды
За трудовые успехи был удостоен:
- золотая звезда «Серп и Молот» (07.05.1971)
- орден Ленина (07.05.1971)
- Орден Трудового Красного Знамени (26.07.1966)
- другие медали.